# Buddhologia

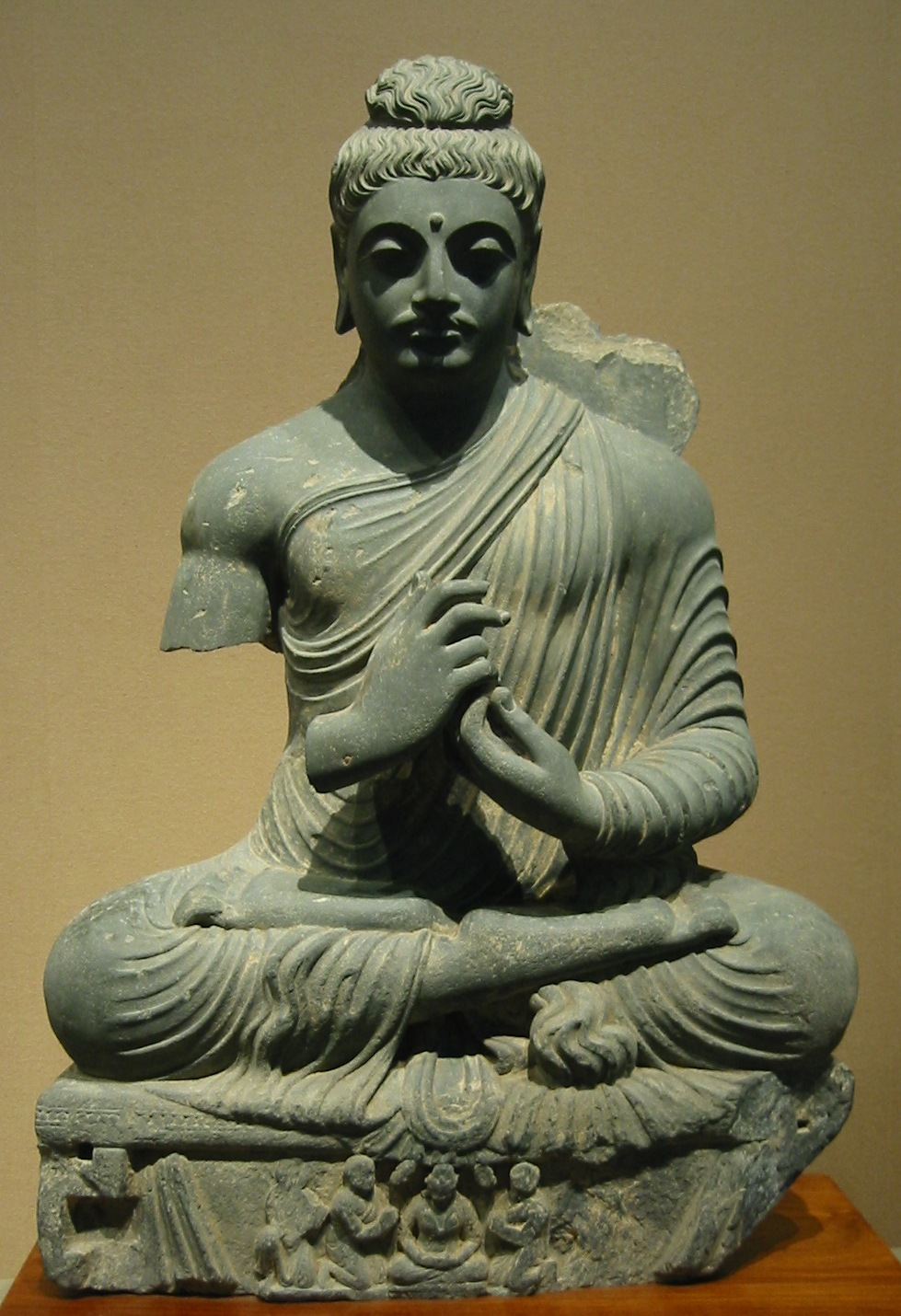
Gautama Buddha mentre medita nella posizione del loto. Arte del Gandhāra, I-II secolo (Tokyo, Museo Nazionale)

La Buddhologia è quel campo del sapere proprio delle scienze delle religioni, della storia delle religioni, dell'orientalistica e della filosofia che si occupa dello studio accademico del Buddhismo, dalla figura del suo fondatore, Siddhartha Gautama, fino alle dottrine e pratiche proprie di questa religione e di questa filosofia religiosa sviluppatesi nel corso della sua storia in Asia, ed infine la sua diffusione in Occidente.

## I primi contatti tra l'Occidente e il Buddhismo
L'opinione più accreditata tra gli studiosi del Buddhismo è che, fatto salvo alcune influenze del pensiero indiano probabilmente presenti nello stoicismo e nello scetticismo nonché gli scambi culturali avvenuti tra greci e indiani nei Regni indo-greci nati dalle conquiste dell'imperatore macedone Alessandro Magno, nello specifico il Regno greco-battriano e il Regno di Gandhāra nel V e IV secolo a.C. tra cultura greca e cultura indiana, non ci sono indizi sufficienti che supportino l'ipotesi di una conoscenza del Buddhismo da parte della cultura occidentale almeno fino al XIII secolo, anche se, secondo il professore Stephen Batchelor, influssi del Buddhismo sono probabilmente presenti nello gnosticismo, e ampiamente riconosciuti nel manicheismo dall'orientalista italiano Gherardo Gnoli. Nei secoli successivi il buddhismo ebbe fortuna anche negli Imperi Maurya (IV-II secolo a.C.) e Kushan (I-III secolo), la cui estensione arrivò a comprendere i Regni indo-greci del Gandhāra e della Battria.

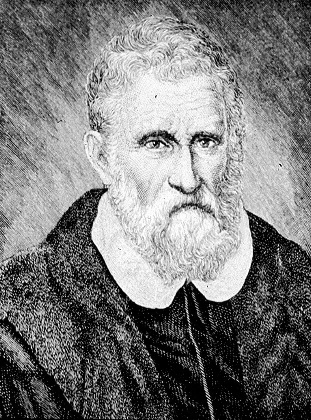
Marco Polo (1254-1324)

Nel Medioevo si diffuse la "Leggenda di Barlaam e Josafat", due santi cristiani che sarebbero vissuti nella sperduta India e che in realtà, secondo Jurgis Baltrušaitis (1903-1988), celerebbero i termini di buddha e bodhisattva.

Dobbiamo tuttavia attendere le prime memorie di viaggiatori come Marco Polo per intravedere usi e costumi dei popoli orientali da cui si può desumere la presenza della religione buddhista.

A partire dal XIV secolo, l'Europa cristiana avviò il tentativo di cristianizzazione del continente asiatico inviando, tra gli altri, i gesuiti Matteo Ricci (1552-1610) in Cina, Francesco Saverio (1506-1552) a Goa e Taiwan, e Ippolito Desideri (1684-1733) in Tibet.

Per questi missionari cristiani il Buddhismo non era in alcun modo definibile come religione, essendo quest'ultimo termine sinonimo per loro di monoteismo. I gesuiti ancora non conoscevano l'origine indiana di quei culti che identificarono come Fo in Cina e Xaca in Giappone.

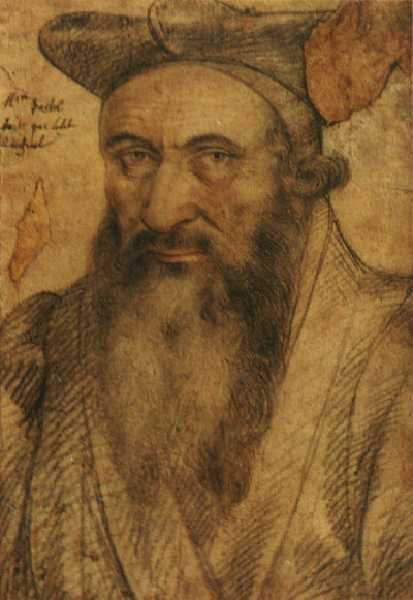
Guillaume Postel (1510-1581)

Ma se da una parte Matteo Ricci nel 1603 avviò presto la polemica antibuddhista pubblicando il Tiānzhǔ shíyì (天主實義, «Il vero significato del Signore del cielo») dove accusava di "arroganza" il fondatore del Buddhismo, dall'altra Guillaume Postel aveva pubblicato nel 1553 a Parigi il Des merveilles des Indes et du Nouveau Monde, où est montré le lieyu du Paradis terrestre, dove sosteneva che il nome del Buddha giapponese indicava in realtà "Gesù Cristo crocifisso". Tuttavia il gesuita tedesco Maximilian van der Sandt (1578-1656) nella sua opera Theologia Mystica seu Contemplatio divina Religiosorum a calumnis vindicata (1627) cercò comunque di confrontare la mistica cristiana con quella delle religioni non cristiane, giudicando tuttavia quella buddhista come "naturale" e non apportatrice di salvezza.

## L'Ottocento: la coniazione del termine "Buddhismo" e i primi studi

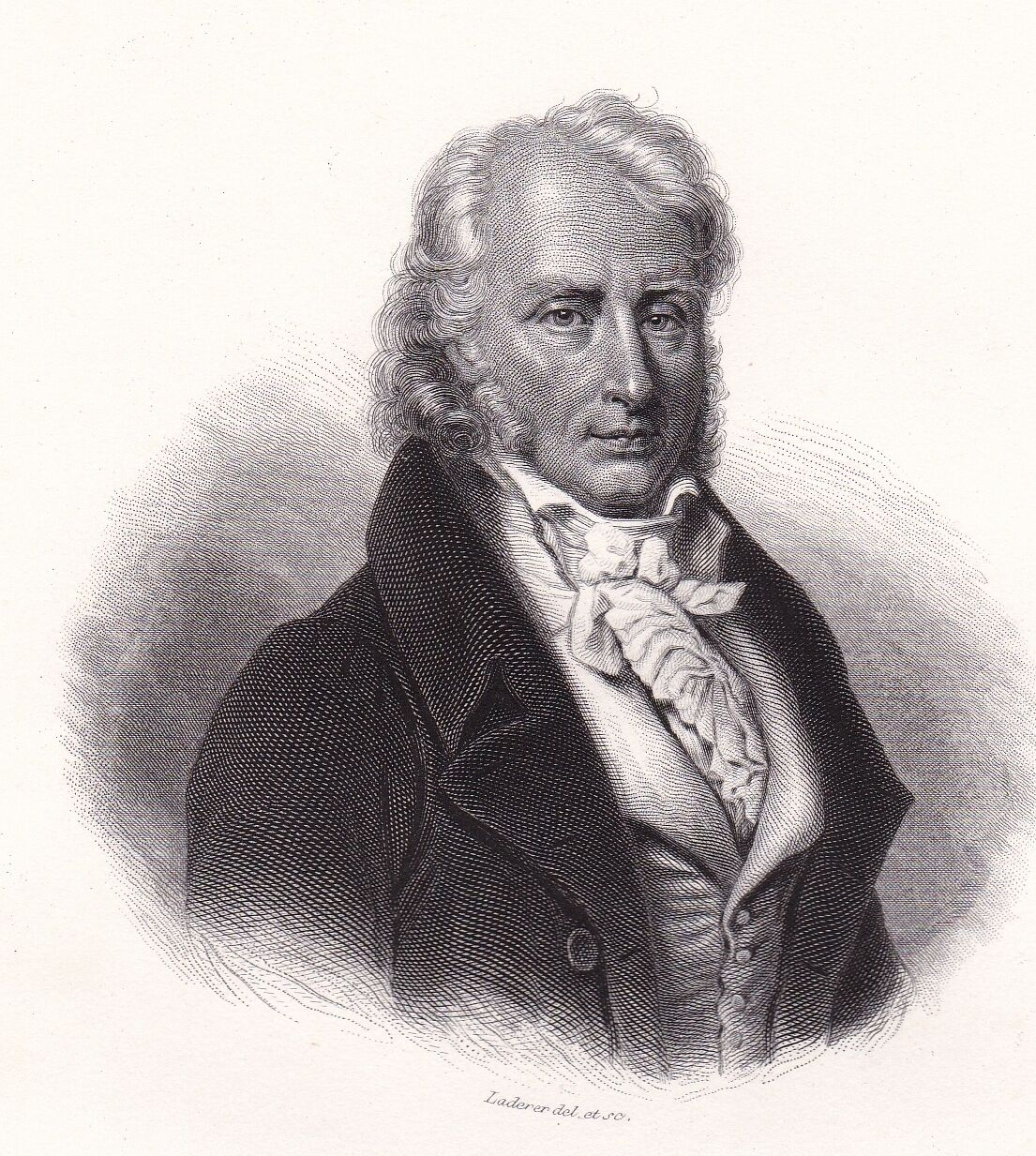
Benjamin Constant (1767-1830) fu tra i primi studiosi europei ad affrontare il tema del Buddhismo.

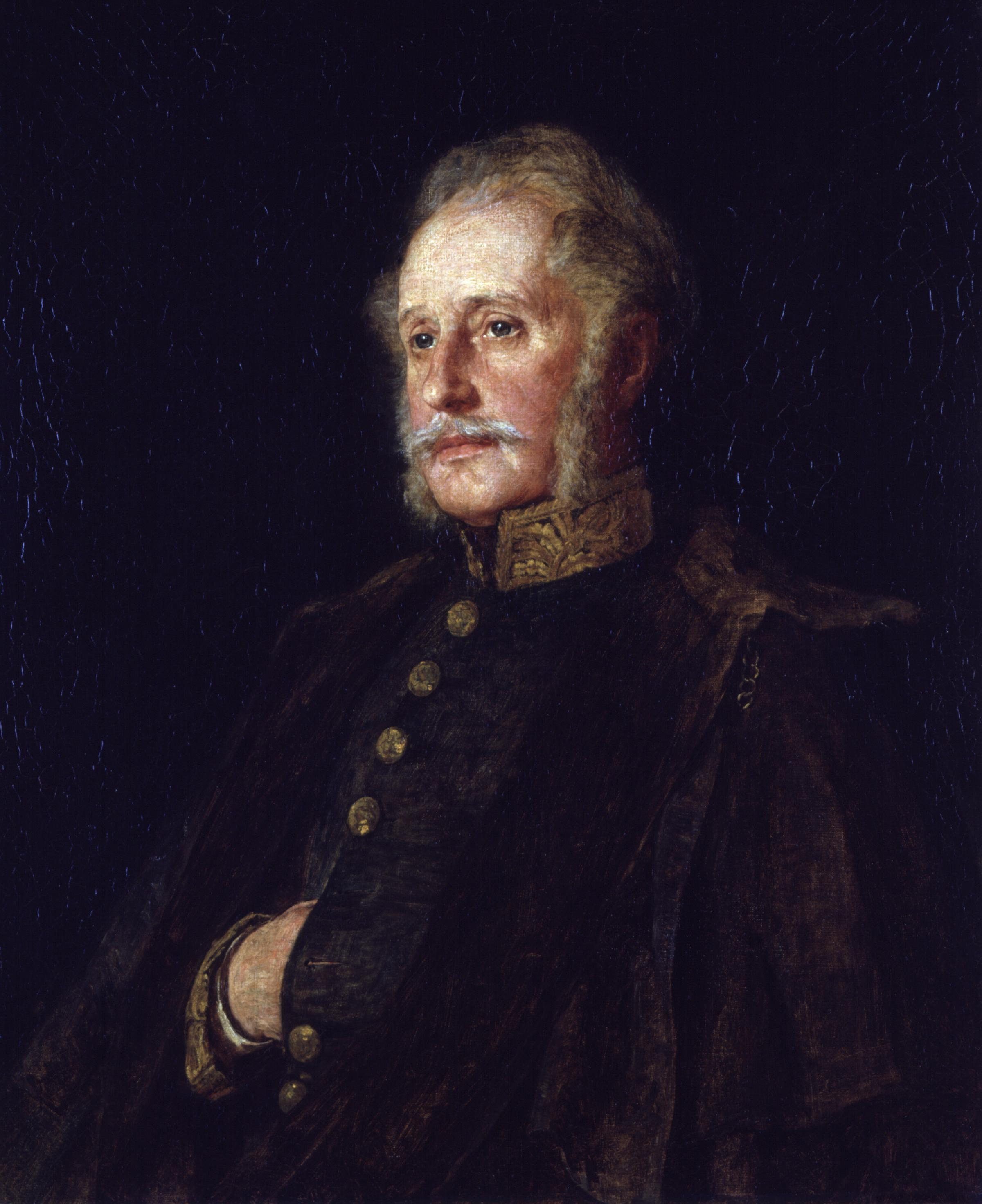
Brian Houghton Hodgson (1800-1894)

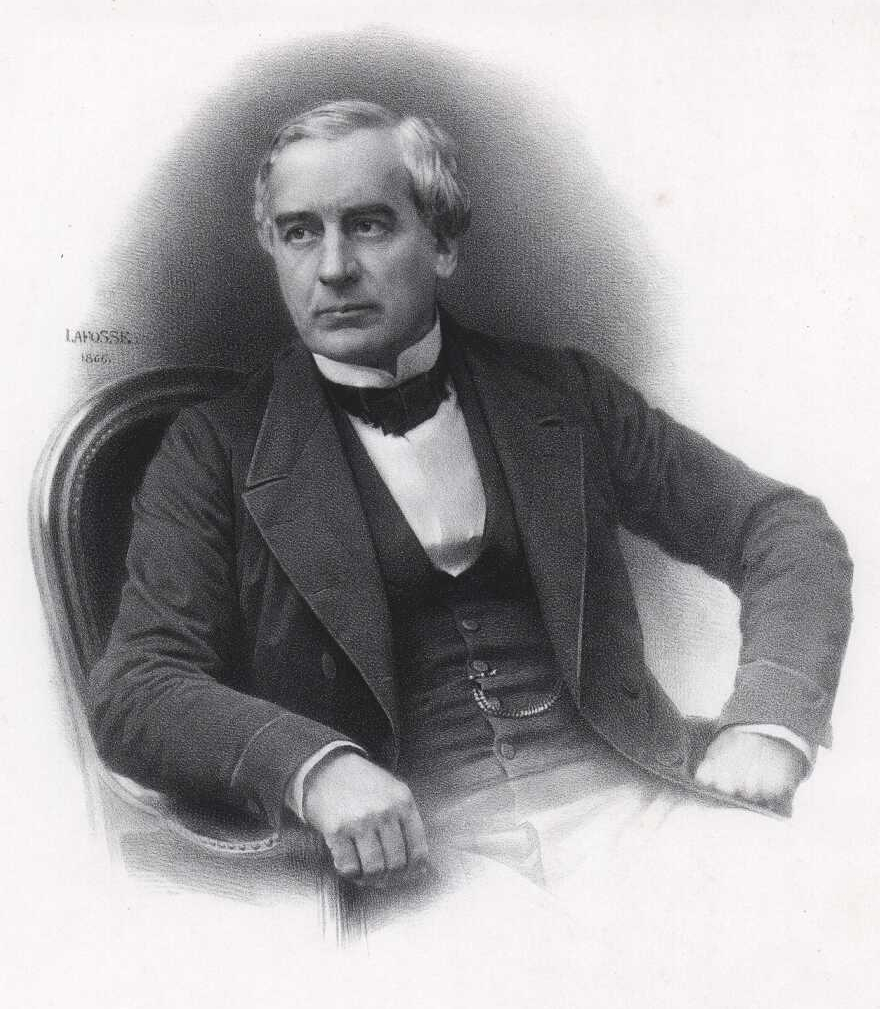
Jules Barthélemy-Saint-Hilaire (1805-1895)

Arthur Schopenhauer (1788-1860)

È a partire dal XVIII secolo che gli europei scoprirono l'origine indiana di molte religioni asiatiche, e l'interesse verso queste è presente in Voltaire (1694-1778), il quale, nell'edizione del 1765 (Ed. Varberg) del suo Dictionnaire philosophique, aggiunge la "Questione ottava" alla voce "Religione", dove criticamente così si esprime:
(Voltaire, Dictionnaire philosophique)
Con la scoperta del sanscrito, alla fine Settecento si procedette infatti alle prime traduzioni dei Veda, cui seguirono le prime traduzioni dei testi buddhisti. Ma solo nel secondo decennio dell'Ottocento gli europei identificarono il Buddhismo come una religione ben differenziata, cui seguì la coniatura del nuovo termine "Buddhismo" per indicare tale fede religiosa, termine utilizzato per la prima volta, come bouddisme, da Michel-Jean-François Ozeray (1764-1859) nella Recherches sur Buddou ou Bouddou, instituteur religieux de l'Asie orientale pubblicata nel 1817.

A questo autore seguirono:
- Benjamin Constant (1767-1830), che nel 1827 pubblicò in uno dei suoi volumi De la religion considérée dans sa source, ses formes et son développement, uno dei primi studi sul Buddhismo.
- Brian Houghton Hodgson (1800-1894), che nel 1841 pubblicò la Illustration of Literature and Religion of the Buddhists; a Hodgson, un funzionario della Compagnia delle Indie Orientali vissuto alla corte del re del Nepal tra il 1820 e il 1843, dobbiamo una vasta raccolta di dati e di manoscritti (423 tra indiani e tibetani, tra i quali diverse copie del Canone buddhista) che egli inviò alle biblioteche di Londra, Oxford, Parigi e Calcutta, nonché a numerosi studiosi.
- Eugène Burnouf (1801-1851), che nel 1844 pubblicò l'Introduction à l'Histoire du Bouddhisme Indien grazie anche ai 147 manoscritti a lui inviati da Brian Houghton Hodgson a cui Burnouf dedicherà Le Lotus de la Bonne Loi (Parigi, 1852), una traduzione del Sutra del Loto.
- Jules Barthélemy-Saint-Hilaire (1805-1895) pubblicò nel 1855 Du Bouddhisme e nel 1860 Le Boudha et sa religion.

Unitamente agli orientalisti e agli storici delle religioni, anche i filosofi iniziarono ad occuparsi delle religioni orientali e quindi del Buddhismo. In particolar modo Arthur Schopenhauer (1788-1860) e Georg Wilhelm Friedrich Hegel (1770-1831).
In particolare nell'opera di Schopenhauer si osserva un sistematico richiamo di paragone tra le religioni dharmiche dell'Oriente (Buddhismo e Brahmanesimo) con le religioni abramitiche dell'Occidente (cristianesimo ed ebraismo).
Così, ad esempio, nei Parerga e paralipomena (1851):
(Arthur Schopenhauer. Parerga e paralipomena vol. II (Della Religione). Milano, Adelphi, pag.519)
Sempre confrontandosi con il Buddhismo, Schopenhauer aveva chiuso il Libro quarto, l'ultimo libro de Il mondo come volontà e rappresentazione (1819), riferendosi al terrore del "nulla":
(Arthur Schopenhauer. Il mondo come volontà e rappresentazione. Bari, Laterza, 1979 pag.536)
Tuttavia, come nota Icilio Vecchiotti, le informazioni veicolate da tutti questi studiosi erano ancora del tutto inadeguate per comprendere in modo completo e corretto la dimensione del Buddhismo:
(Icilio Vecchiotti. Storia del Buddhismo indiano Vol.1. Roma, Editori Riuniti, 2007, pag. 168)
Questo spiegherebbe quello che Lionel Obadia ha definito l'"Utopia per eccellenza: il buddhismo come filosofia":
(Lionel Obadia. Il buddhismo in Occidente. Bologna, Mulino, 2009, pag.45.)
Ma vi sono anche altre ragioni di questa "utopia":
(Lionel Obadia. Op. cit)